# 長者原 (粕屋町)
長者原（ちょうじゃばる）は、福岡県糟屋郡粕屋町の町名。大字長者原と長者原西一丁目から四丁目・長者原東一丁目から七丁目が設置されている。2024年（令和6年）1月末日現在の人口は長者原西が3,578人、長者原東が4,901人。郵便番号は長者原が811-2311、長者原西が811-2316、長者原東が811-2317。

## 地理
粕屋町中部に位置する。北に戸原東・戸原西・江辻、東に大隈、南に駕与丁・原町、南西に阿恵、西から北西に内橋東と接する。

## 歴史
1889年（明治22年）の町村制施行時に糟屋郡大川村と仲原村が成立。1957年（昭和32年）3月31日に両町が合併して糟屋郡粕屋町の一部となる。

### 町域の変遷
| 住居表示実施後                   | 実施年月日         | 住居表示実施前                       |
| -------------------------------- | ------------------ | ------------------------------------ |
| 長者原西一丁目から長者原西四丁目 | 2013年（平成25年） | 大字長者原の一部、大字内橋の一部など |
| 長者原東一丁目から長者原東七丁目 | 2015年（平成27年） | 大字長者原の一部、大字仲原の一部など |

## 施設
- 福岡県立福岡魁誠高等学校
- 福岡青洲会病院

## 交通

### 道路
県道
- 福岡県道24号福岡東環状線
- 福岡県道545号伊賀仲原線
- 福岡県道607号福岡篠栗線

### 鉄道
- JR福北ゆたか線・香椎線長者原駅

### バス
西鉄バス
- 県道607号沿い・県道24号沿いと青洲会病院にバス停がある。